# Korycany
Korycany jsou vesnice, část města Neratovice v okrese Mělník ve Středočeském kraji. Nachází se asi 4,5 kilometru západně od Neratovic. Protéká tu Korycanský potok. Je zde evidováno 83 adres. Trvale zde žije 134 obyvatel.
Korycany jsou také název katastrálního území o rozloze 4,33 km².

## Historie
První písemná zmínka o vesnici pochází z roku 1368.

## Obyvatelstvo
| Rok            | 1869 | 1880 | 1890 | 1900 | 1910 | 1921 | 1930 | 1950 | 1961 | 1970 | 1980 | 1991 | 2001 | 2011 | 2021 |
| -------------- | ---- | ---- | ---- | ---- | ---- | ---- | ---- | ---- | ---- | ---- | ---- | ---- | ---- | ---- | ---- |
| Počet obyvatel | 278  | 308  | 328  | 354  | 371  | 330  | 372  | 259  | 272  | 253  | 185  | 158  | 134  | 137  | 298  |
| Počet domů     | 37   | 39   | 44   | 48   | 54   | 57   | 72   | 78   | 71   | 71   | 64   | 75   | 75   | 77   | 110  |

## Obecní správa
Při sčítání lidu v letech 1850–1976 byly Korycany samostatnou obcí, nejprve v okrese Mělník, v roce 1950 v okrese Kralupy nad Vltavou a od roku 1960 opět v okrese Mělník. Od 1. února 1976 jsou částí města Neratovice v okrese Mělník.

## Osobnosti
- Václav Pavlíček (????–1917), místní rolník, okresní starosta v Mělníku a poslanec zemského sněmu

## Galerie

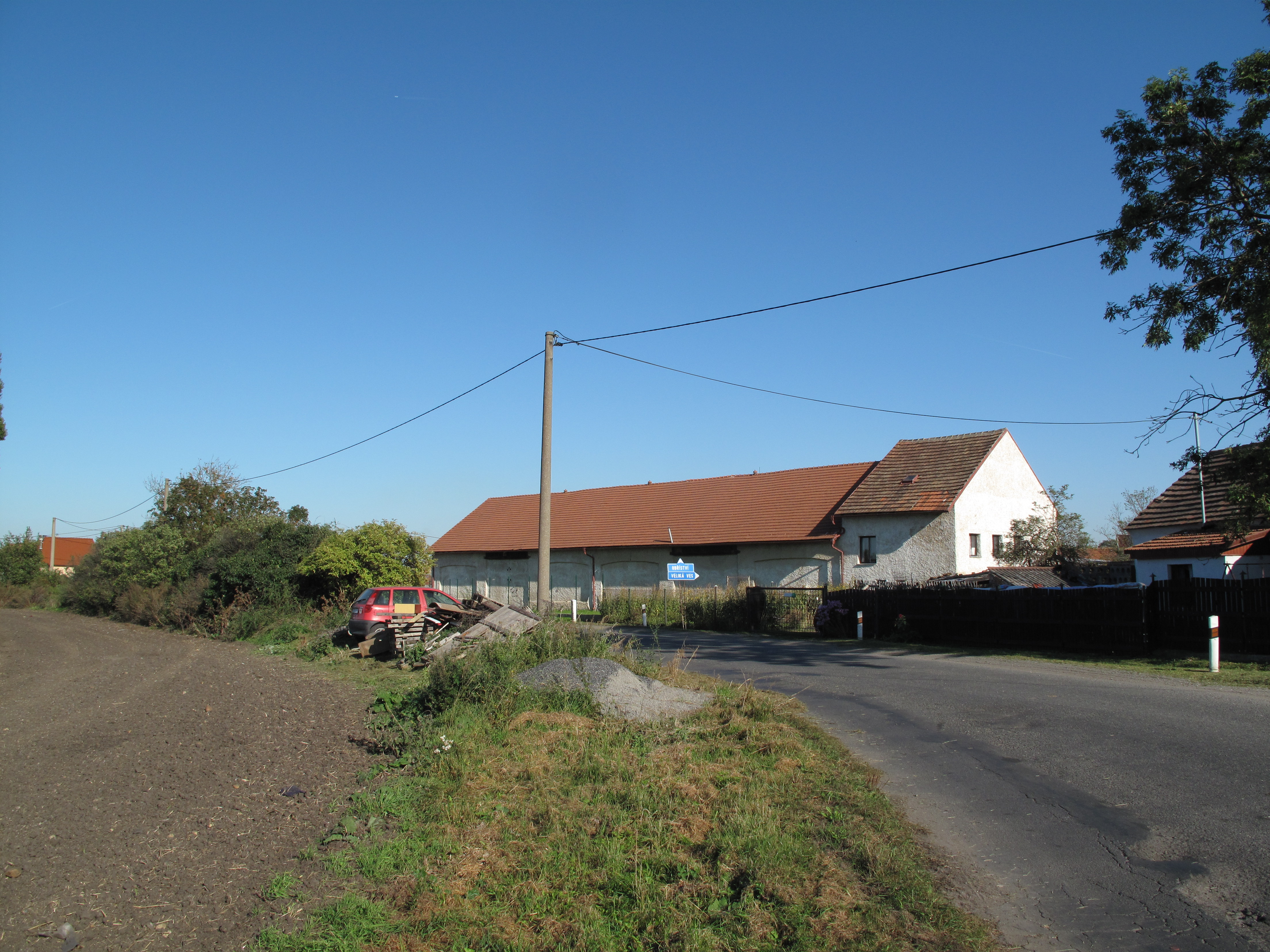
Okraj vesnice
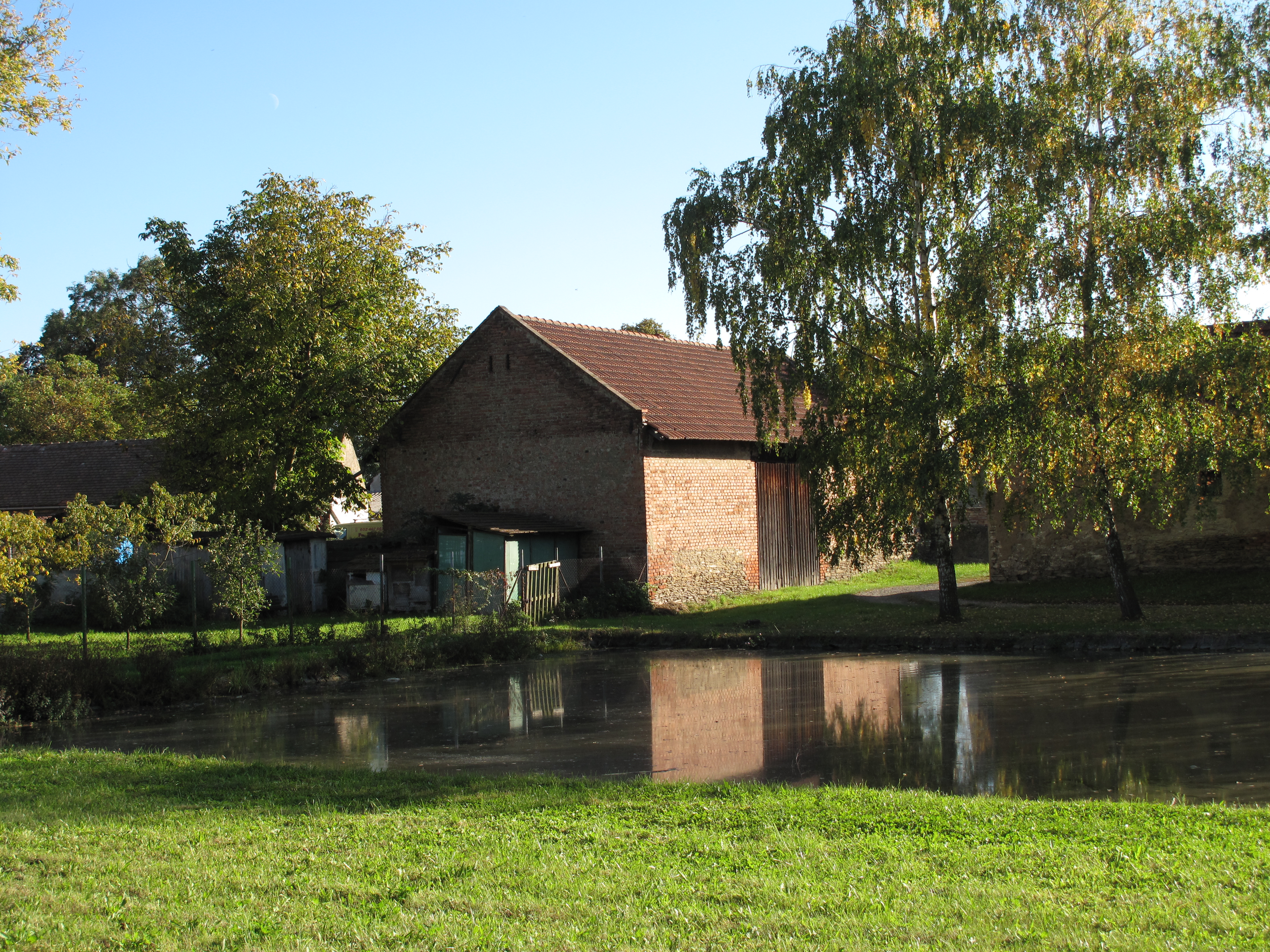
Stodola u nádrže
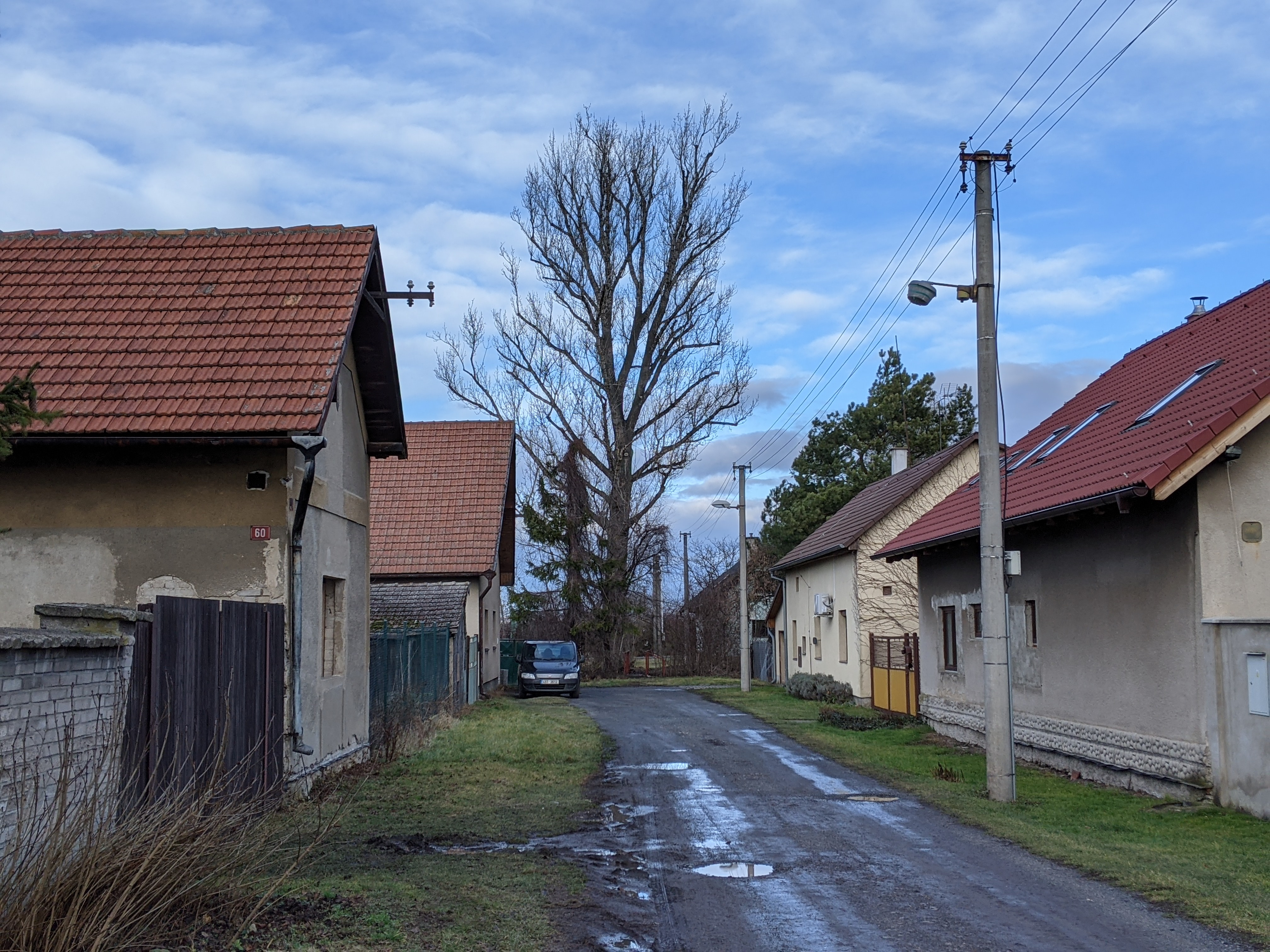
Ulička ve východní části, v pozadí památný topol kanadský
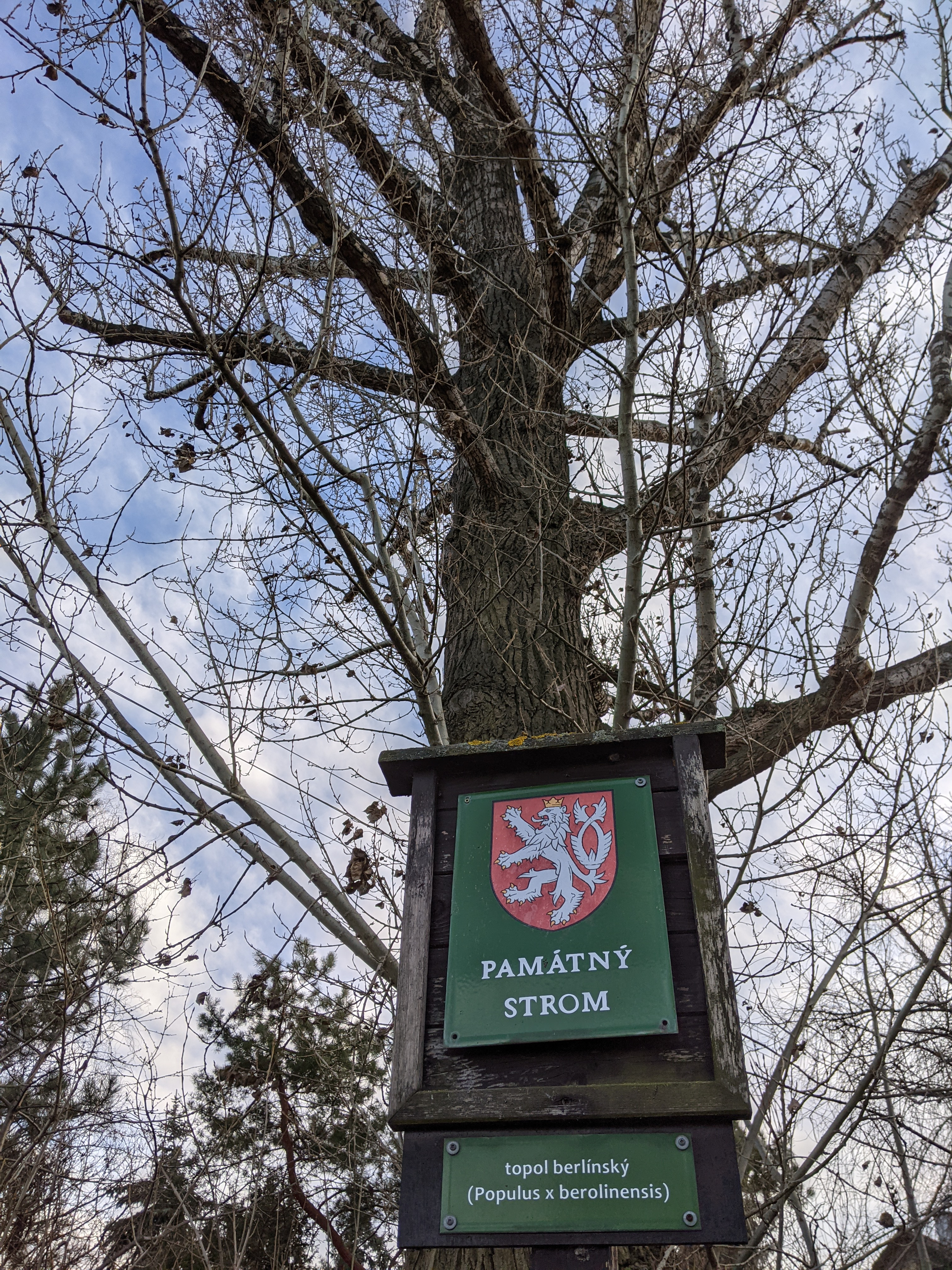
Památný topol kanadský
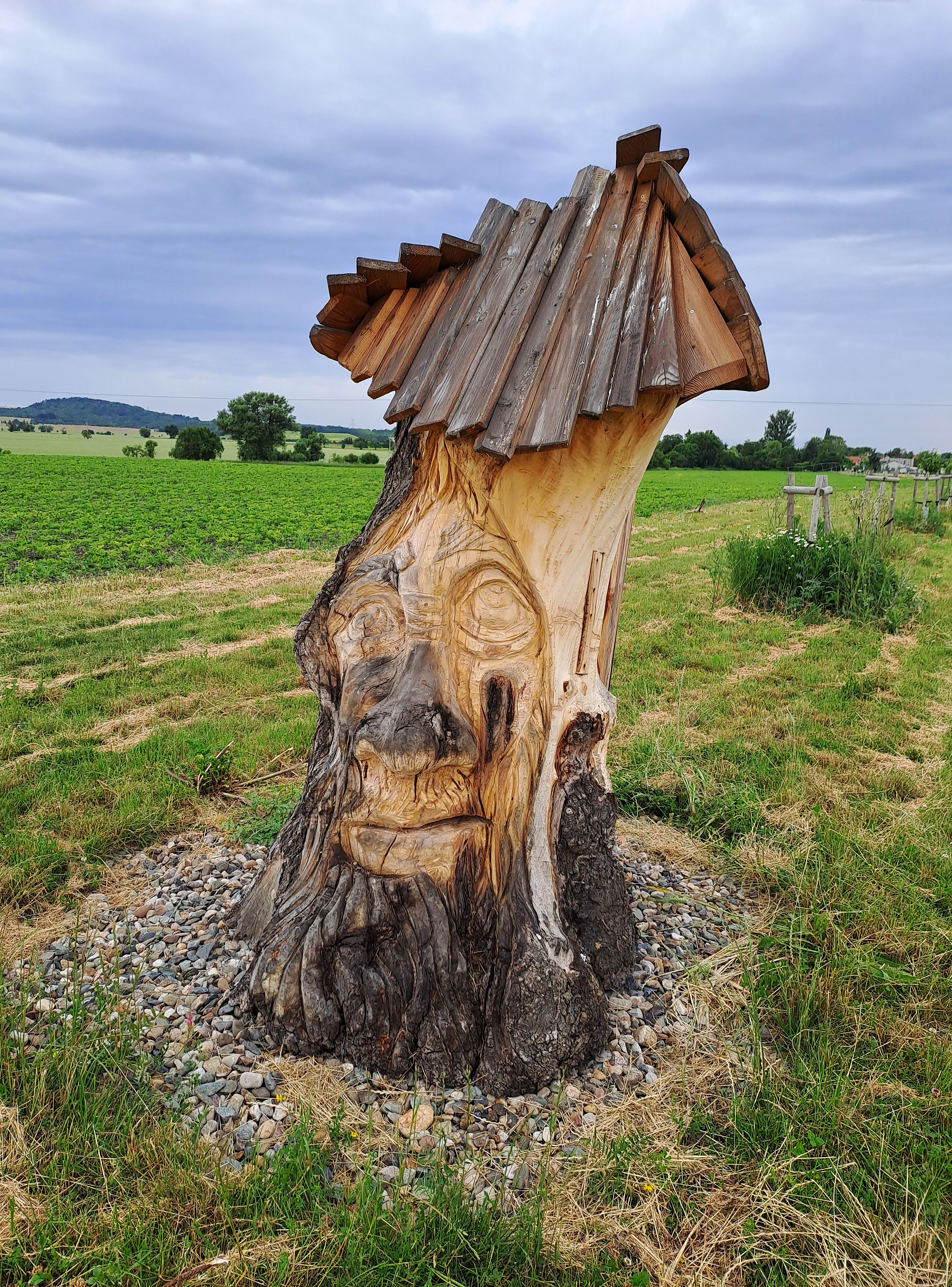
Klát na louce u vsi